# Priscapalpus macropilis
Priscapalpus macropilis är en spindeldjursart som beskrevs av De Leon 1961. Priscapalpus macropilis ingår i släktet Priscapalpus och familjen Tenuipalpidae. Inga underarter finns listade i Catalogue of Life.